# Truxalis indica
Truxalis indica är en insektsart som först beskrevs av Bolívar, I. 1902.  Truxalis indica ingår i släktet Truxalis och familjen gräshoppor. Inga underarter finns listade i Catalogue of Life.